# Boland Cavaliers
Boland Cavaliers es un equipo profesional de rugby ubicado en la ciudad de Wellington, en la Provincia Occidental del Cabo, en Sudáfrica. Participa anualmente en la Currie Cup y en las diferentes competencias nacionales de Sudáfrica.
Es representado por los Stormers en el United Rugby Championship.

## Historia
Fue fundada en 1939, hasta el año 1998 mantuvo el nombre de Boland, ese mismo año agregaron el apodo de Cavaliers a su nombre oficial.
Desde el año 1939 participa en la principal competición entre clubes provinciales de Sudáfrica, donde su participación más importante fue el subcampeonato en 1952.
Ha enfrentado a los British and Irish Lions en 4 ocasiones perdiendo en todas, ha derrotado a las selecciones de Australia e Italia.

## Palmarés
- Currie Cup First Division (7): 2001, 2003, 2004, 2006, 2011, 2023, 2024.

- Vodacom Shield (1): 2004

- Heynemann Trophy (1): 1992

- Santam Bank Trophy (1): 1989